# Liste der Kathedralen in Rumänien
Die Liste der Kathedralen in Rumänien enthält bestehende sowie ehemalige orthodoxe, römisch-katholische, griechisch-katholische und protestantische Kathedralen in Rumänien.

## Hintergrund
In Rumänien gibt es derzeit 51 Kathedralen:
- 34 orthodoxe Kathedralen (29 rumänisch-orthodoxe, drei altritualistisch orthodoxe, eine serbisch-orthodoxe und eine armenisch-apostolische);
- 12 katholische Kathedralen (sechs römisch-katholische, sechs rumänisch-vereinigte);
- fünf evangelische Kathedralen (zwei calvinistische, eine sächsisch-lutherische, eine ungarn-slowakisch-lutherische, eine unitarische).

Ehemalige Kathedralen, die nicht mehr als solche dienen, sind auch in der Liste enthalten.

## Liste der Kathedralen
| Name                                                         | Ort/Provinz                 | Bistum                                                                                 | Konfession                                      | Fertigstellung/Einweihung | Stifter                                           | Zeitraum der Nutzung als Kathedrale | Bild                                      |
| ------------------------------------------------------------ | --------------------------- | -------------------------------------------------------------------------------------- | ----------------------------------------------- | ------------------------- | ------------------------------------------------- | ----------------------------------- | ----------------------------------------- |
| Catedrala Acoperământul Maicii Domnului                      | Brăila / Muntenien          | Eparhia de Fântâna Albă a Mitropoliei Ortodoxe Ruse de Rit Vechi                       | Rumänisch-Orthodoxe Kirche                      | 1880                      |                                                   | 1940–heute                          |                                           |
| Catedrala Adormirea Maicii Domnului                          | Baia Mare / Siebenbürgen    | Eparhia de Maramureș a Bisericii Române Unite cu Roma, Greco-Catolice                  | Katholische Kirche (Byzantinischer Ritus)       | 1911                      |                                                   | 1929–1948                           |                                           |
| Vechea catedrală Adormirea Maicii Domnului                   | Buzău/Muntenien             | Arhiepiscopia Buzăului și Vrancei                                                      | Rumänisch-Orthodoxe Kirche                      | 1649                      | Matei Basarab                                     | 1649–2009                           |                                           |
| Catedrala Adormirea Maicii Domnului                          | Cluj-Napoca/Siebenbürgen    | Arhiepiscopia Vadului, Feleacului și Clujului                                          | Rumänisch-Orthodoxe Kirche                      | 1930                      |                                                   | 1930–heute                          |                                           |
| Catedrala Adormirea Maicii Domnului a mânăstirii Argeșului   | Curtea de Argeș/Muntenien   | Arhiepiscopia Argeșului și Muscelului                                                  | Rumänisch-Orthodoxe Kirche                      | 1517                      | Neagoe Basarab                                    | 1793–1949; 1990–heute               |                                           |
| Vechea catedrală Adormirea Maicii Domnului                   | Feleacu/Siebenbürgen        | Transsilvanische Metropolie (?)                                                        | Rumänisch-Orthodoxe Kirche                      | 1470                      |                                                   | 14..–15..                           |                                           |
| Catedrala Adormirea Maicii Domnului                          | Giurgiu/Muntenien           | Episcopia Giurgiului                                                                   | Rumänisch-Orthodoxe Kirche                      | 1852                      |                                                   | 2006–heute                          |                                           |
| Vechea catedrală Adormirea Maicii Domnului                   | Iași / Moldau               | Episcopia Romano-Catolică de Iași                                                      | Römisch-katholische Kirche (Lateinischer Ritus) | 1789                      |                                                   | 1884–2005                           |                                           |
| Vechea catedrală Adormirea Maicii Domnului                   | Lipova / Banat              | Episcopia Ortodoxă a Lipovei                                                           | Rumänisch-Orthodoxe Kirche                      | 1388                      |                                                   | 14.–16.                             |                                           |
| Vechea catedrală Adormirea Maicii Domnului                   | Großwardein / Kreischgebiet | Bistum Oradea                                                                          | Rumänisch-Orthodox                              | 1790                      |                                                   | 1921–2012                           |                                           |
| Catedrala Adormirea Maicii Domnului a mânăstirii Uspenia     | Dobrudscha                  | Eparhia Slavei a Mitropoliei Ortodoxe Ruse de Rit Vechi                                | Russisch-Orthodoxe Kirche                       | 1883                      |                                                   | 1883–heute                          |                                           |
| Vechea catedrală Adormirea Maicii Domnului                   | Timișoara/Banat             | Episcopia Timișoarei                                                                   | Rumänisch-Orthodox                              | 1936                      |                                                   | 1939–1946                           |                                           |
| Vechea catedrală Adormirea Maicii Domnului                   | Vad/Siebenbürgen            | Transsilvanische Metropolie (?)                                                        | Rumänisch-Orthodox                              | 14..                      | Stefan der Große                                  | 15..–16..                           |                                           |
| Vechea catedrală Buna Vestire                                | Sibiu/Siebenbürgen          | Episcopia Ardealului                                                                   | Rumänisch-Orthodox                              | 1789                      | Stana Hagi Luca                                   | 18..–1862                           |                                           |
| Vechea catedrală Buna Vestire                                | Tulcea/Dobrudscha           | Griechische Metropolie von Tulcea                                                      | Rumänisch-Orthodox                              | 1854                      |                                                   | 1854–1878                           |                                           |
| Catedrala Coborârea Sfântului Spirit                         | Lugoj/Banat                 | Eparhia de Lugoj a Bisericii Române Unite cu Roma, Greco-Catolice                      | Katholisch (byzantinisch)                       | 1854                      |                                                   | 1850–1948; 1990–heute               |                                           |
| Catedrala Cuvioasa Parascheva                                | Iași/Moldau                 | Arhiepiscopia Ortodoxă a Iașilor                                                       | Rumänisch-Orthodox                              | 1887                      |                                                   | 1887–heute                          |                                           |
| Vechea catedrală Cuvioasa Parascheva                         | Rășinari/Siebenbürgen       | Episcopia Ardealului                                                                   | Rumänisch-Orthodox                              | 1758                      | Petru Pavel Aron                                  | 1761–1795                           |                                           |
| Catedrala Cuvioasa Parascheva                                | Roman/Moldau                | Arhiepiscopia Romanului și Bacăului                                                    | Rumänisch-Orthodox                              | 1550                      | Petru Rareș, Iliaș Rareș                          | 1550–heute                          |                                           |
| Catedrala de pe Ulița Lupilor                                | Cluj-Napoca/Siebenbürgen    | Eparhia Reformată din Ardeal                                                           | Calvinistisch                                   | 1510                      | Matthias Corvinus                                 | ?–heute                             |                                           |
| Vechea catedrală din cetate                                  | Aiud/Siebenbürgen           | Eparhia Reformată din                                                                  | Calvinistisch                                   | 1480                      |                                                   | 1780–?                              |                                           |
| Catedrala Evanghelică-Luterană                               | Cluj-Napoca/Siebenbürgen    | Episcopia Evanghelică Lutherană de Cluj, a Bisericii Evanghelice-Lutherane din România | Lutherisch                                      | 1829                      |                                                   | ?–heute                             |                                           |
| Vechea catedrală Intrarea în Biserică a Maicii Domnului      | Geoagiu de Sus/Siebenbürgen | Metropolia Transilvaniei                                                               | Rumänisch-Orthodox                              | 15..                      | Radu de la Afumați                                | 15..                                |                                           |
| Vechea catedrală Intrarea în Biserică a Maicii Domnului      | Gherla/Siebenbürgen         | Eparhia de Cluj-Gherla a Bisericii Române Unite cu Roma, Greco-Catolice                | Katholisch (byzantinisch)                       | 1905                      |                                                   | 1905–1930                           |                                           |
| Catedrala Înălțarea Domnului                                 | Buzău/Muntenien             | Arhiepiscopia Buzăului și Vrancei                                                      | Orthodox                                        | 2009                      |                                                   | 2009–heute                          |                                           |
| Catedrala Înălțarea Domnului                                 | Satu Mare/Transsilvanien    | Dieceza de Satu Mare                                                                   | Katholisch (latein)                             | 1837                      |                                                   | 1837–heute                          |                                           |
| Catedrala Înălțarea Domnului                                 | Slobozia/Muntenien          | Episcopia Sloboziei și Călărașilor                                                     | Orthodox                                        | 2004                      |                                                   | 2004–heute                          |                                           |
| Catedrala Înălțarea Domnului                                 | Târgoviște/Muntenien        | Arhiepiscopia Târgoviștei                                                              | Orthodox                                        | 1923                      |                                                   | 1991–heute                          |                                           |
| Catedrala Înălțarea Domnului                                 | Zalău/Transsilvanien        | Episcopia Sălajului                                                                    | Orthodox                                        | 2008 (nicht freigestellt) |                                                   | 2008–heute                          |                                           |
| Catedrala Învierea Domnului                                  | Caransebeș/Banat            | Episcopia Caransebeșului                                                               | Orthodox                                        | 2010                      |                                                   | 2010–heute                          |                                           |
| Catedrala Învierea Domnului                                  | Großwardein/Kreischgebiet   | Episcopia Oradiei                                                                      | Orthodox                                        | nicht festgestellt        |                                                   | 2012–heute                          |                                           |
| Catedrala Orașul-Nou/Großwardein                             | Kreischgebiet               | Eparhia Reformată de pe lângă Piatra Craiului                                          | Calvinismus                                     | 1853                      |                                                   | 1920–1948; 1990–heute               |                                           |
| Vechea catedrală Nașterea Sfântului Ioan Botezătorul         | Arad/Kreischgebiet          | Episcopia Aradului                                                                     | Orthodox                                        | 1865                      |                                                   | 1869–2009                           |                                           |
| Catedrala Schimbarea la Față                                 | Cluj/Siebenbürgen           | Eparhia de Cluj-Gherla a Bisericii Române Unite cu Roma, Greco-Catolice                | Katholisch (byzantinisch)                       | 1779                      | Minoriten-Orden, Maria Theresia                   | 1930–1948; 1998–heute               |                                           |
| Vechea catedrală Sfânta Brigita                              | Großwardein/Kreischgebiet   | Dieceza de Oradea Mare                                                                 | Katholisch (latein)                             | 1693                      | Augustin Benkovics (Bischof)                      | 1693–1741                           | Foto Biserica Sf. Brigita                 |
| Vechea catedrală Sfânta Fecioară                             | Baia/Moldawien              | Episcopia romano-catolică de Baia                                                      | Katholisch (latein)                             | 1410                      | Alexandru cel Bun                                 | 14..–15..                           |                                           |
| Catedrala Sfânta Fecioară Maria Regină                       | Iași/Moldawien              | Episcopia Romano-Catolică de Iași                                                      | Katholisch (latein)                             | 1998                      |                                                   | 2005–heute                          |                                           |
| Catedrala Sfânta Maria                                       | Baia Mare/Transsilvanien    | Eparhia de Maramureș a Bisericii Române Unite cu Roma, Greco-Catolice                  | Katholisch (byzantinisch)                       | 1999                      |                                                   | 1994(1999?)–heute                   |                                           |
| Vechea catedrală Sfânta Maria                                | Biertan/Siebenbürgen        | Biserica Evanghelică de Confesiune Augustană din România                               | Lutheranismus                                   | 1515                      |                                                   | 1572–1867                           |                                           |
| Catedrala Sfânta Maria                                       | Sibiu/Siebenbürgen          | Biserica Evanghelică de Confesiune Augustană din România                               | Lutheranismus                                   | 14. Jh. – 1520            |                                                   | 1867–heute                          |                                           |
| Catedrala Sfânta Maria Mare                                  | Großwardein/Kreischgebiet   | Dieceza de Großwardein Mare                                                            | Katholisch (latein)                             | 1780                      |                                                   | 1780–heute                          |                                           |
| Catedrala Sfânta Treime                                      | Alba Iulia/Transsilvanien   | Episcopia Armatei; Arhiepiscopia Ortodoxă de Alba Iulia                                | Orthodox                                        | 1922                      |                                                   | 1922–1948; 1975–heute               | Foto Catedrala Încoronării din Alba Iulia |
| Catedrala Sfânta Treime                                      | Arad/Kreischgebiet          | Arhiepiscopia Aradului                                                                 | Orthodox                                        | 2008                      |                                                   | 2009–heute                          | Foto Catedrala „Sfânta Treime“ din Arad   |
| Catedrala Sfânta Treime                                      | Baia Mare/Transsilvanien    | Episcopia Maramureșului și Sătmarului                                                  | Orthodox                                        | nicht freigestellt        |                                                   | 2003–heute                          |                                           |
| Catedrala Sfânta Treime                                      | Blaj/Siebenbürgen           | Arhieparhia de Alba-Iulia și Făgăraș a Bisericii Române Unite cu Roma, Greco-Catolice  | Katholisch (byzantinisch)                       | 1749                      | Inocențiu Micu-Klein                              | 1756–1948; 1991–heute               |                                           |
| Vechea catedrală Sfânta Treime                               | Cluj/Siebenbürgen           | Episcopia Vadului, Feleacului și Clujului                                              | Orthodox                                        | 1796                      |                                                   | 1811; 1921–1932                     |                                           |
| Vechea catedrală Sfânta Treime                               | Gherla/Siebenbürgen         | Episcopia Armeano-Catolică de Transilvania                                             | Katholisch (Armenischer Ritus)                  | 1804                      |                                                   | 1929–1948                           |                                           |
| Catedrala Sfânta Treime                                      | Sibiu/Siebenbürgen          | Arhiepiscopia Sibiului                                                                 | Orthodox                                        | 1906                      |                                                   | 1906–heute                          |                                           |
| Vechea catedrală Sfânta Treime a mânăstirii Strehaia         | Strehaia/Oltenien           | Episcopia Strehaiei                                                                    | Orthodox                                        | 1645                      | Matei Basarab                                     | 1672–1679                           |                                           |
| Catedrala Sfântul Alexandru                                  | Alexandria/Muntenien        | Episcopia Alexandriei și Teleormanului                                                 | Orthodox                                        | 1898                      |                                                   | 1996–heute                          |                                           |
| Catedrala Sfântul Dumitru                                    | Craiova/Oltenien            | Arhiepiscopia Craiovei                                                                 | Orthodox                                        | 1893                      |                                                   | 1939–1945; 1947–heute               |                                           |
| Vechea catedrală Sfântul Gheorghe                            | Caransebeș/Banat            | Episcopia Caransebeșului                                                               | Orthodox                                        | 1725                      |                                                   | 1865–2010                           |                                           |
| Vechea catedrală Sfântul Gheorghe                            | Iași/Moldawien              | Mitropolia Moldovei                                                                    | Orthodox                                        | 1769                      | mitropolitul Gavriil Callimachi                   | 1769–1887                           |                                           |
| Catedrala Sfântul Gheorghe                                   | Slatina/Muntenien           | Episcopia Slatinei și Romanaților                                                      | Orthodox                                        | 1782                      | Händler Ionașcu Cupetul                           | 2004–heute                          |                                           |
| Catedrala Sfântul Gheorghe a mânăstirii Sfântul Ioan cel Nou | Suceava/Moldau              | Arhiepiscopia Sucevei și Rădăuților                                                    | Orthodox                                        | 1522                      | Bogdan cel Chior, Ștefăniță Vodă                  | 1522–heute                          |                                           |
| Catedrala Sfântul Gheorghe                                   | Timișoara/Banat             | Dieceza de Timișoara                                                                   | Römisch-katholisch (Lateinischer Ritus)         | 1754                      | Karl VI.                                          | 1754–heute                          |                                           |
| Catedrala Sfântul Gheorghe                                   | Turnu Severin/Oltenien      | Episcopie von Severin und Strehaia                                                     | Orthodox                                        | nicht fertiggestellt      |                                                   | 2002–heute                          |                                           |
| Vechea catedrală Sfântul Ioan Botezătorul                    | Gherla/Siebenbürgen         | Eparhia de Cluj-Gherla a Bisericii Române Unite cu Roma, Griechisch-katholisch         | Katholisch (byzantinisch)                       | 1853                      |                                                   | 1853–1905                           |                                           |
| Vechea catedrală Sfântul Ioan Teologul a mânăstirii Prislop  | Silvașu de Sus/Siebenbürgen | Episcopia Silvașului                                                                   | Orthodox                                        | 1564                      | Domnița Zamfira, Tochter von Moise Vodă           | 15..                                |                                           |
| Catedrala Sfântul Iosif                                      | Bukarest/Muntenien          | Arhidieceza de Bukarest                                                                | Katholisch (latein)                             | 1885                      |                                                   | 1885–heute                          |                                           |
| Vechea catedrală Sfântul Ladislau                            | Großwardein/Kreischgebiet   | Bistum Oradea Mare                                                                     | Katholisch (latein)                             | 1741                      |                                                   | 1741–1780                           | Foto Biserica Sf. Ladislau                |
| Vechea catedrală Sfântul Luca (Maieri)                       | Sibiu/Siebenbürgen          | Bistum Transsilvanien                                                                  | Orthodox                                        | 1791                      | Episcopii Ghedeon Nichitici și Gherasim Adamovici | 1795–18..                           |                                           |
| Catedrala Sfântul Mihail                                     | Alba Iulia/Siebenbürgen     | Erzbistum Alba Iulia                                                                   | Katholisch (latein)                             | 1291                      |                                                   | 1291–heute                          |                                           |
| Vechea catedrală Sfântul Nicolae                             | Curtea de Argeș/Muntenien   | Mitropolia Ungrovlahiei                                                                | Orthodox                                        | 13..                      | Basarab I., Nicolae Alexandru, Vladislav I.       | 1359–1449                           | Curtea de Arges.SV                        |
| Catedrala Sfântul Nicolae                                    | Deva/Siebenbürgen           | Bistum von Deva und Hunedoara                                                          | Orthodox                                        | 1861                      |                                                   | 2009–heute                          |                                           |
| Vechea catedrală Sfântul Nicolae                             | Făgăraș/Siebenbürgen        | Arhieparhia de Alba-Iulia și Făgăraș a Bisericii Române Unite cu Roma, Greco-Catolice  | Katholisch (byzantinisch)                       | 1698                      | Constantin Brâncoveanul                           | 1723–1737                           |                                           |
| Catedrala Sfântul Nicolae                                    | Galați/Moldau               | Arhiepiscopia Dunării de Jos                                                           | Orthodox                                        | 1917                      |                                                   | 1917–heute                          |                                           |
| Vechea catedrală Sfântul Nicolae                             | Galați/Moldau               | Episcopia Dunării de Jos                                                               | Orthodox                                        | 1845                      |                                                   | 1878–1917                           |                                           |
| Catedrala Sfântul Nicolae                                    | Miercurea Ciuc/Siebenbürgen | Episcopia Covasnei și Harghitei                                                        | Orthodox                                        | 1936                      |                                                   | 1994–heute                          |                                           |
| Catedrala Sfântul Nicolae                                    | Großwardein/Kreischgebiet   | Eparhia de Großwardein Mare a Bisericii Române Unite cu Roma, Greco-Catolice           | Katholisch (byzantinisch)                       | 1810                      |                                                   | 1810–1948; 2005–heute               |                                           |
| Vechea catedrală Sfântul Nicolae a mânăstirii Bogdana        | Rădăuți/Moldau              | Mitropolia Moldovei, apoi (din 1402) Episcopia Rădăuților                              | Orthodox                                        | 13..                      | Bogdan I.                                         | 138?–1781                           |                                           |
| Catedrala Sfântul Nicolae                                    | Râmnicu Vâlcea/Oltenien     | Arhiepiscopia Râmnicului                                                               | Orthodox                                        | 1856                      |                                                   | 1856–heute                          |                                           |
| Catedrala Sfântul Nicolae                                    | Timișoara/Banat             | Episcopia Ortodoxă Sârbă de Timișoara, a Bisericii Ortodoxe Sârbe                      | Orthodox                                        | 1747                      |                                                   | 1747–heute                          |                                           |
| Catedrala Sfântul Nicolae                                    | Tulcea/Dobrudscha           | Episcopia Tulcii                                                                       | Orthodox                                        | 1865                      |                                                   | 2008–heute                          |                                           |
| Catedrala Sfântul Vasile cel Mare                            | Bukarest/Muntenien          | Eparhia Sfântul Vasile cel Mare de Bukarest                                            | Katholisch (byzantinisch)                       | 1909                      | Raymund Netzhammer                                | 1940–1948; 2008–heute               |                                           |
| Vechea catedrală Sfinții Apostoli                            | Arad/Kreischgebiet          | Episcopia Aradului                                                                     | Orthodox                                        | 1702                      | căpitanul Jovan Popović Tekelija                  | 1706–1869                           |                                           |
| Catedrala Sfinții Apostoli                                   | Constanța/Dobrudscha        | Arhiepiscopia Tomisului                                                                | Orthodox                                        | 1895                      |                                                   | 1895–heute                          |                                           |
| Catedrala Sfinții Apostoli                                   | Huși/Moldau                 | Episcopia Hușilor                                                                      | Orthodox                                        | 1756                      | episcopul Inochentie al Hușilor                   | 1756–1949; 1996–heute               |                                           |
| Catedrala Sfinții Arhangheli                                 | Bukarest/Muntenien          | Arhiepiscopia Bisericii Armene din România, a Armenische Apostolische Kirche           | Nicht-Kaldonischer Christentum                  | 1915                      |                                                   | 1931–heute                          |                                           |
| Vechea catedrală Sfinții Arhangheli a mânăstirii Slobozia    | Slobozia/Muntenien          | Episcopia Sloboziei și Călărașilor                                                     | Orthodox                                        | 1842                      |                                                   | 1994–2004                           |                                           |
| Catedrala Sfinții Împărați                                   | Bukarest/Muntenien          | Arhiepiscopia Bukarestlor                                                              | Orthodox                                        | 1658                      | Constantin Șerban                                 | 1668–heute                          | Foto Catedrala Patriarhală din Bucureşti  |
| Catedrala Sfinții Trei Ierarhi                               | Timișoara/Banat             | Arhiepiscopia Timișoarei                                                               | Orthodox                                        | 1946                      |                                                   | 1946–heute                          |                                           |
| Catedrala Unitariană                                         | Cluj/Siebenbürgen           | Unitarische Kirche Siebenbürgen                                                        | Unitarianism                                    | 1796                      |                                                   | 1796–heute                          |                                           |
| Catedrala Uspenia                                            | Târgu Frumos/Moldau         | Eparhia Moldovei a Mitropoliei Ortodoxe Ruse de Rit Vechi                              | Orthodox                                        | 1986                      |                                                   | 1986–heute                          |                                           |